# Peillon
Peillon (Occitaans: Pelhon; Italiaans (verouderd): Peglione) is een gemeente in het Franse departement Alpes-Maritimes (regio Provence-Alpes-Côte d'Azur). De plaats maakt deel uit van het arrondissement Nice. Peillon telde op 1 januari 2022 1.427 inwoners.

## Geografie
De oppervlakte van Peillon bedroeg op 1 januari 2022 8,7 vierkante kilometer; de bevolkingsdichtheid was toen 164 inwoners per km².
De onderstaande kaart toont de ligging van Peillon met de belangrijkste infrastructuur en aangrenzende gemeenten.

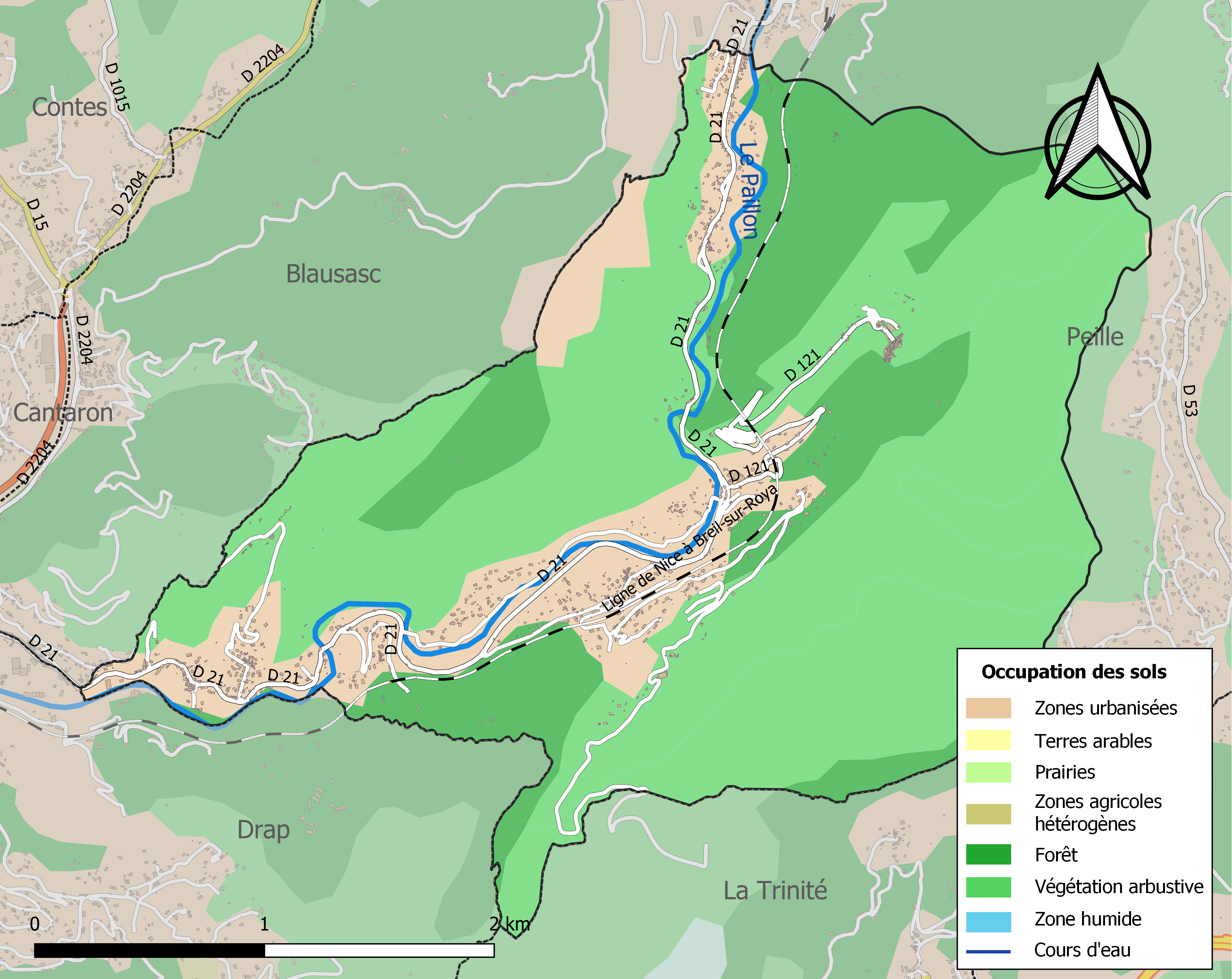

## Demografie
Onderstaande figuur toont het verloop van het inwonertal (bron: INSEE-tellingen).
Vanwege een beveiligingsprobleem met de MediaWiki Graph-software is het momenteel niet mogelijk deze grafiek weer te geven. Zodra de software is bijgewerkt zal de grafiek vanzelf weer zichtbaar worden.